# Henryk I (biskup Osnabrücku)
Henryk I z Schaumburga (zm. 1421) – biskup Osnabrücku w latach 1402–1410, regent hrabstwa Holsztynu-Rendsburga z dynastii Schaumburgów.

## Życiorys
Henryk był jednym z młodszych synów hrabiego Holsztynu-Rendsburga Henryka II Żelaznego i Ingeborgi, córki księcia meklemburskiego Albrechta II. W 1402 został biskupem Osnabrücku. W tym samym roku został także regentem w Holsztynie-Rendsburgu (po przedwczesnej śmierci brata). W 1410 zrezygnował z funkcji biskupiej.